# Anthrenus umbra
Anthrenus umbra là một loài bọ cánh cứng trong họ Dermestidae. Loài này được Beal miêu tả khoa học năm 1998.